# Medardo Fraile
Medardo Fraile (Madrid, 13 de marzo de 1925 - Glasgow, 9 de marzo de 2013) fue un escritor español de la segunda mitad del siglo xx, autor de teatro, novela, ensayo y crítica literaria. Se lo ha relacionado con la llamada generación del medio siglo. 

## Biografía
Pasó su infancia en Madrid y Úbeda, de donde era su familia y que aparece en algunos de sus relatos como Beuda. Cuando se trasladó a Glasgow, allí contrajo matrimonio con la artista plástica Janet H. Gallagher, madre de su hija Andrea.
Durante su época estudiantil, participó en la fundación de "Arte Nuevo", primer grupo de teatro de ensayo de España tras la guerra civil, junto con Alfonso Sastre y Alfonso Paso, pero abandonó el teatro para dedicarse a la narrativa. Siempre se encontró más cómodo en el relato breve, género en el que, junto a Ignacio Aldecoa, Francisco García Pavón y Ana María Matute, entre otros, es uno de los máximos exponentes de la literatura española del siglo XX, a pesar del escaso prestigio que este género tenía en España (escribió la novela Autobiografía, según sus propias palabras, "para demostrar que sabía hacer novela y conseguir que le dejaran tranquilo").
Publicó más de un centenar de relatos breves, algunos de los cuales han sido incluidos en numerosas ( antologías del cuento español de posguerra. Entre sus premios principales se cuentan el Sésamo (1956), Premio Nacional de la Crítica (1965), el de La Estafeta Literaria (1970) y el Hucha de Oro (1971), además del Premio Ibáñez Fantoni de artículos periodísticos. Impartió cursos y conferencias en Europa y América del Norte. Desde 1964 vivió en Escocia, donde fue catedrático de español en la Universidad de Strathclyde, en Glasgow.
Entre sus relatos y cuentos, claves en su obra narrativa, puede citarse Con los días contados. En el prólogo a sus cuentos completos, Ángel Zapata menciona su "estratégica, intensísima y pionera deconstrucción del relato tradicional". Algunos de los autores favoritos de Fraile, mencionados en algunas entrevistas, fueron Ramón Gómez de la Serna, Katherine Mansfield y Carson McCullers.

## Obra

### Relatos
- Cuentos con algún amor (1954)
- A la luz cambian las cosas (1959)
- Cuentos de verdad (1964)
- Descubridor de nada y otros cuentos (1970)
- Ejemplario (1979)
- Contrasombras (1998)
- Los ladrones del paraíso (1999)
- Años de aprendizaje (2001)
- Antes del futuro imperfecto (2010)

### Cuentos infantiles
- Con los días contados (1972)
- El gallo puesto en hora (1987)
- Santa Engracia, número dos o tres (1989)
- El rey y el país con granos (1991)
- Claudina y los cacos y otros relatos (1991)
- Los brazos invisibles (1994)

### Novela
- Autobiografía (1986), reeditada por la editorial Menoscuarto con el título de Laberinto de fortuna (2012).

### Ensayo y crítica literaria
- Samuel Ros (1904-1945): hacia una generación sin crítica (1972)
- La penúltima Inglaterra (1973)
- Entre paréntesis (1988)
- La familia irreal inglesa (1993)
- Documento Nacional (1997)
- La letra con sangre: estudios literarios (2001)
- Entradas de cine (2008)

### Memorias
- El cuento de siempre acabar (2009)

## Reconocimientos

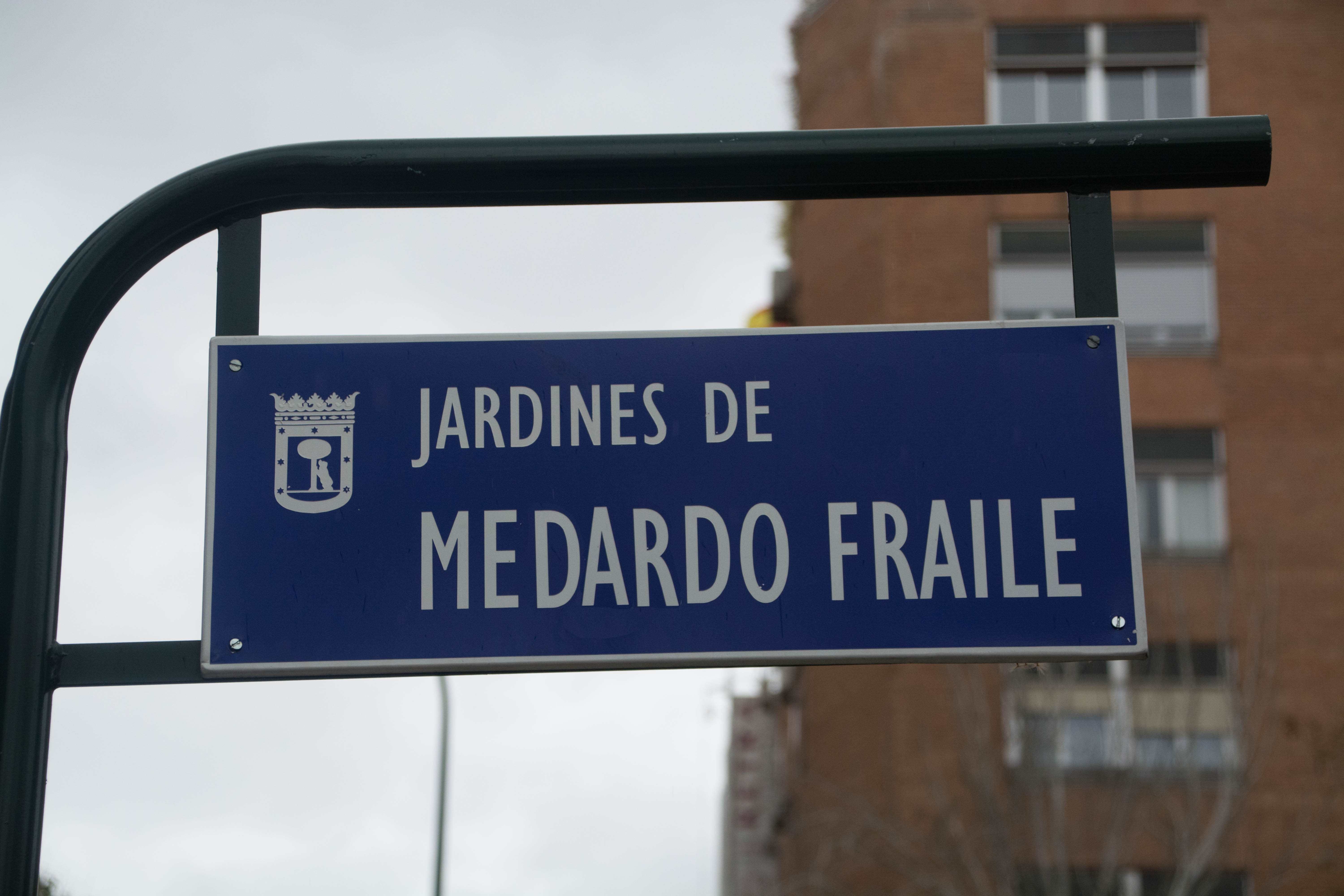
Señalización de los Jardines de Medardo Fraile

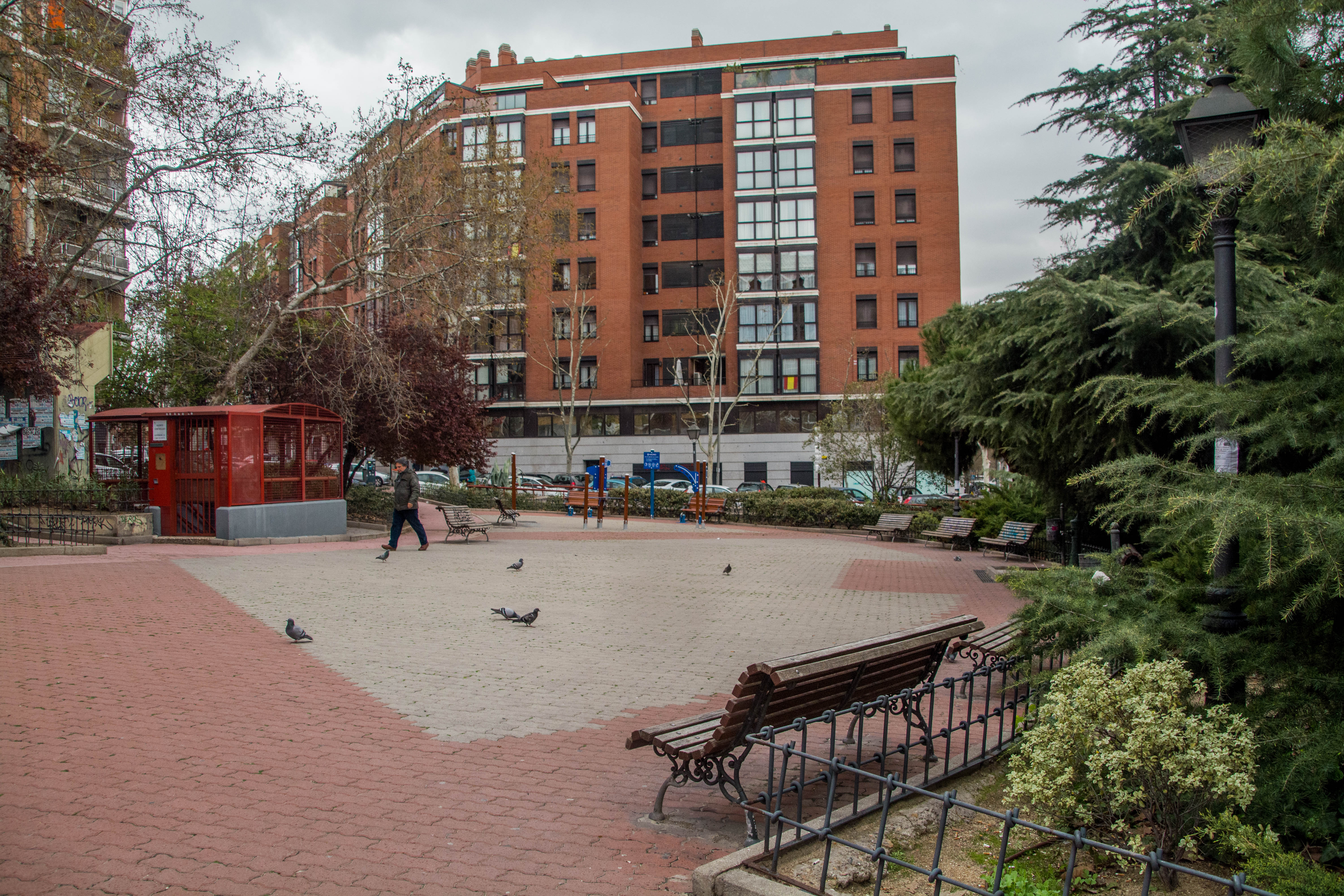
Jardines de Medardo Fraile

El 21 de abril de 2013, un mes y medio después su fallecimiento, en un acto simbólico en el barrio madrileño de Prosperidad, se rebautizaron varias calles con títulos de sus cuentos así como una plaza con su nombre, por iniciativa del colectivo de orientación surrealista "La llave de los campos", del cual Fraile era miembro honorífico, con el título de 'Ministro de los barcos a la deriva'.